# Espècies marines
Les espècies marines són una de les unitats bàsiques de la biodiversitat marina. Hi ha una gran varietat d’elements la qual gènera que aquest hàbitat sigui un dels més complets del planeta blau. Sense la interacció humana, hi hauria una continuïtat quasi interminable.

## Diversitat en les espècies marines
El concepte “espècies marines” és un concepte molt ampli, ja que hi ha un ampli ventall d'hàbitats diferents sota del mar. Des de les espècies que viuen als llocs més profunds del planeta, fins a les que habiten a les vores de la població humana.
Actualment, és impossible donar un nombre exacte d'espècies marines vivents en els mars i oceans, ja que l’espècie humana només ha descobert el 5% de les espècies marines existents. Amb aquesta dada no podem fer cap hipòtesi exacta del nombre d’espècies marines que viuen ara per ara.

## Espècies marines en perill d’extinció
Actualment, en el nostre planeta estem sobrepassant un gran problema anomenant canvi climàtic. Per aquest motiu, moltes de les espècies marines que coneixem avui en dia, estan en perill d’extinció o ja extingides. Actualment, només a Espanya tenim una llista amb una sèrie d’animals els quals es troben en situació de perill d’extinció. Entre ells s'hi troben els següents.
| Foca monjo               | Aquesta foca és una foca la qual actualment habita en el mar Mediterrani. En el passat, no només habitaven en el mar Mediterrani, sinó que també vivien a altres mars com el mar negre i més cap al sud, a la costa atlàntica i les illes de l'Àfrica Nord-occidental. |
| Tortuga Careta           | Aquesta tortuga és l’exemplar més comú que podem trobar en les aigües espanyoles. Aquesta tortuga pot arribar a tenir una closa de 120 cm de distància i de mitjana pot adquirir un pes màxim de 200 kg. |
| Cavallet de mar Hipocamp | El Cavallet de mar hipocamp, és una espècie la qual habita únicament en zones on l’aigua és tropical i no està freda. És un animal petit, però dins de la família dels cavallets de mar, és notablement gran. Ell mesura una mitjana de 30 cm des del cap fins al final de la cua. |
| Peix lluna Mola          | Aquest peix és un exemplar de la família dels peixos lluna el qual habita per totes les aigües càlides i confortables. Habita per sota dels 600 metres de profunditat. Aquest animal s'alimenta sobretot de larves d’anguila i de meduses. És un peix capaç de posar fins a 300 milions d’ous a l’any. Mesuren una mitjana de 4 metres des de la punta de l'aleta superior fins a l’interior. És considerat un gran depredador i es pot defensar d’una gran part d’espècies. |
| Balena Blava             | Aquest exemplar és una de les espècies marines vivents amb més envergadura de tot el món marí. Mesura una mitjana de 30 metres de llarg. Aquest animal, a causa de la seva llarga envergadura, també acumula 130 tones en el seu cos. Aquesta està present en tots els oceans del planeta blau en excepció de l'oceà Atlàntic a causa de les temperatures extremadament baixes.                                                                                              |
| Tauró blanc              | Aquesta espècia de tauró habita en tots els mars i oceans possibles de la terra. Aquesta espècia mesura una mitjana de 4 metres com a màxim. |
| Dofí blanc               | Aquest mamífer forma part de la família dels dofins. Aquesta espècie és l’exemplar més petit d’aquesta família. L’espècie habita en les aigües de la costa occidental de nova Zelanda. |

## Espècies marines inversores
Les espècies marines inversores no és un tema del qual se n'hagi parlat molt, ja que no són molt habituals. Per altra banda, com que els oceans i els mars són immensos, també s'hi poden identificar unes quantes espècies invasores. Aquestes espècies el que fan és moure’s del seu hàbitat d’origen i a un altre hàbitat. Quan això succeeix, poden passar diverses coses:
- En primer lloc, pot ser que aquesta espècie arribi, no es trobi confortable per les condicions, i que acaba morint.[9]
- En segon lloc, pot ser que no gènere cap canvi ni cap inconvenient a la zona i que s'acabi integrant en l’ecosistema.[9]
- Finalment, l'última opció és que s'apoderi de l'ecosistema i es converteix en el màxim depredador d’ell. Això acostuma a ser una catàstrofe, ja que si el que s'apodera de l’ecosistema és un animal amb capacitat d’exterminar grans espècies, aquelles podem passar a estar en perill d’extinció.[9]

Per tal que aquestes espècies arribin a un nou hàbitat i es converteixin en inversores també hi ha algunes opcions vàries:
- Una de les opcions, és que arribin amb els vaixells de càrrega que travessen mars i oceans. És una de les causes principals, ja que els vaixells transportistes, per equilibrar els pesos, omplen uns dipòsits que tenen a la part inferior d'aigua i així poden navegar de manera molt més fluida. Quan arriben a destí, com que la càrrega passa a ser un altre, per fer bé la compensació, han de buidar l’aigua. Dins d’aquesta aigua, pot haver viatjat alguna espècie, la qual un cop es descarrega l’aigua del vaixell es queda en una altra habita i es converteix en espècie marina invasora.[9]
- Que l’espècie es quedi enganxada en algun mètode de transport internacional i finalment quan s'arriba a destí, es troba en la situació d’un nou habitat al qual s'ha d'adaptar.[9]

## Patiment de les espècies marines en zoològics i aquaris
Després de realitzar una sèrie d'anàlisis i experiments, la Reial Acadèmia Espanyola pot assegurar que la majoria dels animals incloent les espècies marines, pateixen dolor i pena pel fet d’estar engabiats en les cavitats del zoològic o dels aquaris. Aquest informe ens assegura que tots els éssers vius ens sentiríem com se senten els animals que són residents dels zoològics i aquaris.
Els propietaris dels zoològics i aquaris haurien de plantejar-se si èticament és correcte sotmetre aquests éssers vius al patiment pel qual han de passar.